# Voyelle non syllabique
Une voyelle non syllabique est un son de type voyelle qui n'est pas le noyau d'une syllabe ou d'une more.
Certaines langues comme l'anglais disposent d'un grand nombre de diphtongues. La transcription la plus simple consiste à les noter comme des consonnes spirantes, telles que eye [aj] ou cow [kaw]. Cependant, les phonéticiens font souvent l'objection que les segments finaux de ces diphthongues sont purement vocaliques, et donc que les symboles <j> et <w> sont inappropriés; en effet, la constriction des consonnes [j] ou [w] dans yes [jɛs] ou wall [wɔɫ] est absente dans une voyelle non syllabique.
De plus, il existe des langues pour lesquelles une séquence comme [ao] est une diphtongue, mais diffère de la diphtongue [au]; le symbole <w> ne peut manifestement pas être utilisé pour ces deux séquences. Dans de tels cas, le diacritique non syllabique de l'Alphabet phonétique international [  ̯] peut être utilisé. Outre la transcription des contrastes phonémiques comme [ao̯] vs [au̯], il permet une transcription plus fine des diphtongues normales. Par exemple, la diphtongue du mot anglais bay peut être transcrite [beɪ̯] au lieu de [bej]. 
On peut noter qu'en pratique, comme avec de nombreux diacritiques, le symbole [  ̯] est souvent omis dans la transcription, si bien que bay est transcrit [beɪ] (ou même [beː], ou encore [be]). Cependant, il est nécessaire de connaître la phonologie de la langue si l'on veut comprendre la signification de telles transcriptions.